# Mènal
|  | Per a altres significats, vegeu «Mènal (ciutat)». |

Mènal (en grec antic: Μαίναλος) d'acord amb la mitologia grega, va ser un heroi grec, fill de Licàon.
Va suggerir al seu pare de comprovar l'omnisciència de Zeus oferint-li carn d'un nen barrejada amb carn d'animal en un àpat. El déu els va fulminar amb un llamp, a ell i al seu pare, quan se'n va adonar.
Va donar nom a una muntanya de l'Arcàdia, la serra de Mènal, i a la vila de Mènal.